# Ludwig Freytag (Lehrer)
Ludwig Freytag (* 3. Mai 1842 in Bremen; † 17. Dezember 1916 in Berlin) war ein deutscher Pädagoge und Germanist.

## Leben
Ludwig Freytag besuchte in seiner Geburtsstadt Bremen mehrere Privatschulen und ‒ bis zum Herbst 1863 ‒ das humanistische Gymnasium. Er studierte danach alte und neuere Sprachen, Germanistik, Geschichte und Geographie auf den Universitäten Halle, Berlin und Marburg. In Marburg legte er die Staatsprüfung und ‒ an der philosophischen Fakultät ‒ das Doktorexamen ab. Seine Dissertationsschrift mit dem Titel „Tiberius und Tacitus“ erschien 1868 in Marburg als Druck.
Anschließend war Freytag an einer höheren Privatanstalt in Hamburg, dann an der Friedrich-Werderschen Oberrealschule in Berlin als Lehrer tätig. Zum Oberlehrer ernannt, arbeitete er von 1871 bis 1878 an der damaligen Königlichen Realschule, dem späteren Kaiser-Wilhelms-Realgymnasium. Er wechselte dann für zwei Jahre an die Hauptkadettenanstalt in Lichterfelde bei Berlin. Im Jahre 1880 ging er an das Friedrich-Realgymnasium in Berlin über, wo er bis zu seinem Ruhestand im Herbst 1907 tätig war. Seinen Lebensabend verbrachte er in Berlin-Lichterfelde.
Neben seiner praktischen Tätigkeit in der Schule entfaltete Freytag auch vielfältige literarische Tätigkeit. Von Erst Moritz Arndts ›Märchen und Jugenderinnerungen‹ besorgte er eine größere Ausgabe und eine kleinere Auswahl, von Friedrich August Nösselts griechischen, römischen und deutschen Mythen und Sagen Neubearbeitungen. Er lieferte einige Übersetzungen aus fremden Sprachen, z. B. von Jean Racine („Athalie“), George Gordon Byron („Manfred“), Frederick Marryatt („Masterman Ready“), Walter Scott („Lady of the Lake“) und Esaias Tegnér („Frithjofs-Saga“), sowie eine neue Übertragung des Nibelungen- und des Gudrunliedes. Freytag war auch als Dichter tätig. Er veröffentlichte u. a. eine kleine Sammlung „Politische Gedichte“ (1866) und einige Jahre später „Kampf und Sieg. Kriegslieder“ (1870), außerdem das dramatische Gedichte „Jephtha“ (1874) und die romantische Dichtung „Graf Tankred“.
Freytag profilierte sich in pädagogischen Kreisen seiner Zeit vor allem als Redakteur. Das „Zentral-Organ für die Interessen des Realschulwesens“, von Max Strack im Jahre 1873 begründet, wurde zunächst von Freytag in Verbindung mit H. Böttger und später von Freytag allein fortgesetzt. Freytag gab dann von 1903 bis 1907 das von Langbein-Krumme begründete „Pädagogische Archiv“ heraus, nachdem das „Zentral-Organ“ mit diesem verschmolzen worden war. In beiden und einigen anderen Zeitschriften veröffentlichte Freytag neben zahlreichen Berichten über unterschiedlichste Neuerscheinungen von Büchern auch größere Aufsätze verschiedener Art, wie u. a. „Zur Mythologie der nordamerikanischen Indianer“ (1887), seine „Erinnerungen aus dem Bremer Schulleben“ (1893) und „Das Pferd im germanischen Volksglauben“ (1900).
Unter seinen Buchbesprechungen finden sich auch einige, teilweise sehr umfängliche, über einzelne Bände der „Wanderungen durch die Mark Brandenburg“ von Theodor Fontane, der Freytag wegen seiner positiven Rezensionen als „besondren Gönner“ schätzte. Fontane revanchierte sich bei Freytag, indem er dessen Übersetzung der „Frithjofsage“, verfasst von dem schwedischen Dichter Esaias Tegnér, in der „Vossischen Zeitung“ besprach.
1887 las Freytag in einer Zeitschrift die Erzählung „Der Sohn des Bärenjägers“ von Karl May und wurde in der Folge ein begeisterter Anhänger dieses Autors; es kam ab 1897 zu einem lebhaften Briefwechsel zwischen beiden. Freytag hatte in seinen Zeitschriften schon vorher begonnen, Karl Mays Neuerscheinungen zu besprechen; seine Bewertungen fielen durchweg positiv aus. Auch im Ruhestand, als ihm das bis dahin von ihm geleitete „Pädagogische Archiv“ nicht weiter zur Verfügung stand, suchte er aktiv nach anderen Publikationsmöglichkeiten seiner Karl-May-Besprechungen und fand sie schließlich u. a. in der „Zeitschrift für die Reform der höheren Schulen“, allerdings mit nur begrenztem Raum für seine Artikel. Als Karl May um 1910 von vielen Seiten verstärkt angefeindet wurde, verteidigte ihn Freytag in mehreren Schriften vehement. Daraufhin verweigerte ihm die Presse weitere Veröffentlichungen zu dessen Gunsten. Karl May verstarb 1912.
Nach längerem Siechtum starb 1916 Ludwig Freytag zu Berlin-Lichterfelde.

## Ehrungen
Am 14. September 1907 wurde Ludwig Freytag, Professor am Friedrich-Realgymnasium, der Königlichen Kronen-Ordens dritter Klasse verliehen.

## Schriften (Auswahl)
- Preußens Ruhm. Vier politische Gedichte zum Besten der Militair-Kurhäuser in Warmbrunn und Landeck. Von L. Freytag. Zweite Auflage.  E. Schweigger'sche Hof-Buchhandlung (früher Mylius Verlag), Berlin 1866
- Kampf und Sieg: Kriegslieder. Von L. Freytag. Verlag Schweigger, Berlin 1870. Digitalisat
- Tiberius und Tacitus. Inaugural-Dissertation zur Erlangung der Doktorwürde bei hochlöblicher philosophischer Fakultät zu Marburg eingereicht von L. Freytag aus Bremen. N. G. Erwert'sche Universitäts-Buchdruckerei, Marburg 1868. Digitalisat
- Tiberius und Tacitus, von L. Freytag, Verlag F. Henschel, Berlin 1870. Digitalisat
- Byron's Manfred. Von L. Freytag (Übersetzer), Verlag: Paetel, Berlin 1872
- Jephthah. Dramatisches Gedicht in fünf Acten. Von L. Freytag. 2. Aufl. Verlag O. Gülker, Berlin [1874]
- Zur Mythologie der nordamerikanischen Indianer, von Dr. L. Freytag. Verlag O. Gülker, Bielefeld und Leipzig 1877
- Proben einer neuen Uebertragung aus den echten Theilen der Nibelunge Not, zwanzigstes Lied. Von L. Freytag (Übersetzer) Druck von A. W. Hayn's Erben (C. Hayn), Berlin 1878
- Die Paradiessage in den Alpen. Von Dr. L. Freytag in Berlin. – In: Zeitschrift des Deutschen und Oesterreichischen Alpenvereins, Bd. X, Jg.1879, S. 341 ff. Digitalisat
- Die Göttin Bercht-Holda und ihr Gefolge. Von L. Freytag. – In: Zeitschrift des Deutschen und Oesterreichischen Alpenvereins, Bd. XII, Jg.1881, S. 178 ff., 336 ff. Digitalisat
- Herwara. Von L. Freytag. Verlag R. Damköhler, Berlin 1883
- Das Nibelungenlied. Von L. Freytag (Übersetzer) 2. verb. Aufl. Verlag Friedberg & Mode, Berlin 1886
- Die älteren Teile des Kudrunliedes. Von L. Freytag. Verlag R. Gaertner, Berlin 1886
- Gudrun. Von L. Freytag (Übersetzer) Verlag Freidberg & Mode, Berlin 1888
- Die Fridthjofssaga. Von L. Freytag. Verlag und Erscheinungsort nicht ermittelbar, ca. 1890
- Tiere im Glauben der Älpler. Von L. Freytag – In: Central-Organ für die Interessen des Realschulwesens XXIV
- Kapitän Marryat's Romane. Masterman Ready oder der Schiffbruch des Pacific / von Kapitän Marryat. Aus dem Engl. neu übers. von L. Freytag. Verlag Zieger, Berlin 1891
- Märchen und Jugenderinnerungen, von E. M. Arndt. 1. Teil. Dritte Ausgabe. Mit Anmerkungen herausgegeben von L. Freytag. Verlag Karl Fr. Pfau, Leipzig 1902. Digitalisat
- Märchen und Jugenderinnerungen, von E. M. Arndt. 2. Teil. Dritte Ausgabe. Mit Anmerkungen herausgegeben von L. Freytag. Verlag: Karl Fr. Pfau, Leipzig 1902. Digitalisat